# ضد عالم بلا حب
ضد عالم بلا حب (بالإنجليزية: Against the Loveless World) هي رواية صدرت عام 2020 للكاتبة الفلسطينية-الأميركية سوزان أبو الهوى. تسلط الرواية الضوء على معاناة الشعب الفلسطيني في الشتات، وتركز على حياة النساء الفلسطينيات في ظل الاحتلال والاضطهاد المجتمعي.

## ملخص الرواية
تدور أحداث الرواية حول "نهر" امرأة فلسطينية في منتصف العمر، ممن ولدوا وعاشوا طفولتهم وحتى الرشد في الكويت قبل غزو النظام العراقي لها، لم تعرف فلسطين من قبل، ليس لديها أي اهتمام بتاريخ النكبة أو النكسة، بدلاً من ذلك فهي مفتونة بكل الأشياء الكويتية. محتجزة في زنزانة تُعرف بـ"الخلية الأسيرة". من داخل هذه الزنزانة، تسترجع نهر ذكرياتها التي تمتد من طفولتها في الكويت إلى رحلتها في الأردن وفلسطين. كما تعكس الرواية مسيرة حياة نهر بما فيها من تهجير قسري، وصراعات نفسية، ونضال من أجل الحرية، وتُبرز الرواية النضال النسوي في مواجهة الأنظمة الاجتماعية والسياسية التي تكرس القهر.

## اقتباسات
- "لم أكن ضحية فقط؛ كنت مقاتلة في معركة غير متكافئة."
- "نحن لا نفقد الأرض فقط، بل نفقد ذكرياتنا المنقوشة عليها."

## الجوائز
- حصلت الرواية على جائزة فلسطين للكتاب في فئة الأدب سنة 2020.[4]